# Кровавый пир
«Кровавый пир» (англ. Dead Mary, другое название «Мёртвая Мэри») — американо-канадский фильм ужасов 2007 года режиссёра Роберта Уилсона. Первоначально фильм должен был иметь название Кровавая Мэри, но после того, как создатели узнали, что в ближайшее время также планируется выпуск другого фильма с аналогичным названием, название было изменено на существующее.

## Сюжет
Компания молодых людей собирается провести ближайшие выходные в загородном доме одного из их приятелей Тэда. Приехав в домик, компания собирается повеселиться, однако общая атмосфера радости омрачается сообщением о том, что двое из приехавших Ким и Мэтт расстались. В конце концов, чтобы хоть как-нибудь поднять всем настроение и вспомнив детские шалости, компания решает поиграть в вызывание душ умерших и вызвать дух Мёртвой Мэри. Предпринятое как развлечение, вызывание духа обернулось реальным пришествием души Мёртвой Мэри в мир живых. Теперь, нечто пробудившееся вселяется в людей, делая их одержимыми и желающими убивать. При этом внешне человек со вселённым в него духом ничем иным от других людей не отличается, за исключением чудодейственных способностей к регенерации.

## В ролях
| Актёр            | Роль   |
| ---------------- | ------ |
| Доминик Суэйн    | Ким    |
| Джефферсон Браун | Мэтт   |
| Стивен МакКарти  | Бейкер |
| Мэгги Кастл      | Лили   |
| Рейган Пастернак | Эмбер  |

## Интересные факты
- Героиню актрисы Рейган Пастернак (англ. Reagan Pasternak[англ.]) зовут Эмбер не только в этом фильме, но и в фильме «Малолетка» (2000).